# ماري إيليزا ماهوني
ماري إيليزا ماهوني (بالإنجليزية: Mary Eliza Mahoney)‏ هي ممرضة أمريكية، ولدت في 16 أبريل 1845 في دورشستر ‏ في الولايات المتحدة، وتوفيت في 4 يناير 1926 في بوسطن في الولايات المتحدة.

## وصلات خارجية
- ماري إيليزا ماهوني على موقع الموسوعة البريطانية (الإنجليزية)